# Livredning (dokumentarfilm fra 1948)
|  | Denne artikel er oprettet af botten Steenthbot ud fra en ekstern database. Den kan derfor have sproglige fejl eller mangler. Denne skabelon kan fjernes efter kontrol af indholdet. |

 For alternative betydninger, se Livredning (flertydig). (Se også artikler, som begynder med Livredning)
Livredning er en dansk undervisningsfilm fra 1948 instrueret af Carl Otto Petersen og Poul Schüssler og efter manuskript af Carl Otto Petersen.

## Handling
Instruktionsfilm for svømmere, der må forudsættes at have en smule kendskab til livredning. Beregnet til anvendelse i skoler og foreninger.